# قنان جابر
قنان جابر تجمع سكاني فلسطيني جنوب الخليل، يقع ضمن مجلس بلدي مدينة يطا في محافظة الخليل جنوب الضفة الغربية، وقع تحت الاحتلال الإسرائيلي بعد حرب 1967. 

## السكان
وفقًا للجهاز المركزي للإحصاء الفلسطيني، بلغ عدد سكان قنان جابر عام 2017 حوالي 346 نسمة.